# Star Trek: Armada
Star Trek: Armada je počítačová hra, real-time strategie od společnosti Activision z roku 2000. Ve hře se můžete postavit na stranu Federace, Klingonů, Romulanů nebo Borgů. Pokud ovšem chcete hrát příběh, musíte je všechny vystřídat (čtyři kampaně v uvedeném pořadí ras a poté následuje bonusová kampaň).

## Herní princip
Ve hře hráč staví výzkumná střediska, těžební stanice i továrny na vesmírná plavidla. Suroviny, díky kterým může stavět lodě a stanice, jsou tři – dilithium (získává z měsíců), latinium (z mlhovin) a kov (těží se z planet). K osazení lodí a vesmírných stanic je potřeba také dostatek personálu. Ten si hráč zajistí kolonizováním nových planet.
Tímto principem hra připomíná ostatní real-time strategie jako třeba StarCraft. Mezi nejvýraznější odlišnosti patří vesmírné prostředí (tedy žádná „podlaha“), omezený pohyb v třetím rozměru (tedy nahoru a dolu) spolu s možností velmi volně měnit úhel kamery (ve dvou módech, taktickém a filmovém) a z herních mechanismů možnost zajímání a obsazování nepřátelských lodí a budov.
Součástí hry jsou i „videosekvence“, jejichž „exteriérové“ záběry jsou ovšem kreslené přímo v engine hry, která po dobu jejich přehrávání není blokována. Může se vám tedy povést děj videosekvence narušit automatickou reakcí dobře umístěné jednotky.
V případě kampaně za Federaci je hra doplněna dabingem herců ze seriálu Star Trek: Nová generace.
Na hru navazuje druhý díl s názvem Star Trek: Armada II, která přidává mezi hratelné rasy Cardassiany a záhadný Druh 8472, původem z tekutého prostoru (ve hře se objevují také například Ferengové nebo Jem'Hadarové, ale ne jako kompletní hratelná strana).